# Digital Millennium Copyright Act

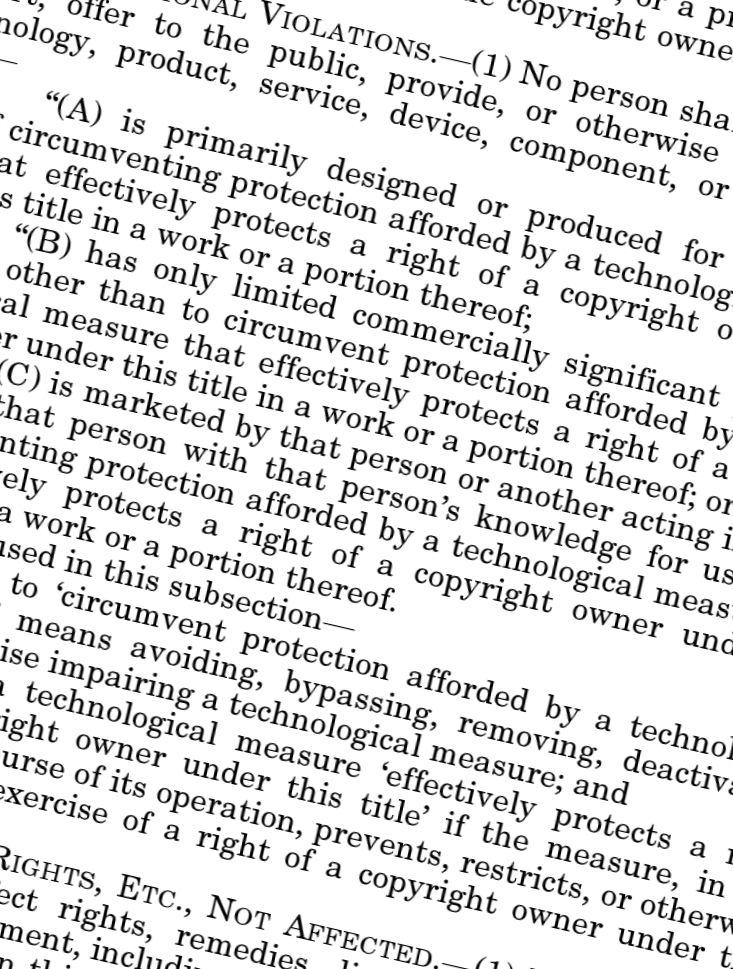
Výňatek z jednoho z mnoha paragrafů DMCA.

Digital Millenium Copyright Act of 1998 (zkráceně DMCA), je rozsáhlý zákon v americkém právu, který doplňuje Copyright Act of 1976 (Title 17 of US Code) tj. americké autorské právo. Tento zákon byl přijat kongresem a v platnost vstoupil 28. října 1998. Cílem tohoto zákona je reagovat na nové technologie (mj. na Internet) a mezinárodní smlouvy, které díky těmto technologiím vznikly. DMCA tak novelizuje Copyright Act, toto však činí pro evropské právo poněkud atypicky a to zavedením samostatné normy. Vzniku tohoto zákona předcházelo několik soudních rozhodnutí v některých problematikách, ze kterých se při nacházení práva vycházelo.
Vzhledem k šíři problematiky je tento zákon rozdělen na pět vzájemně sice provázaných, přesto téměř nezávislých částí. Každá z těchto částí (titles) pojednává o samostatném problému. Ekvivalent tohoto zákona v České republice neexistuje a je rozložen do několika odlišných zákonů. Přestože je americké právo odlišné od práva kontinentálního, lze říci, že myšlenky které se objevují v tomto zákoně se objevují ve Směrnici o harmonizaci některých aspektů práva autorského a práv souvisejících v informační společnosti EU z roku 2001 (tzv. informační směrnice). Tato směrnice 2001/29/ES se částečně promítla i do českého autorského zákona.
Některá opatření související s DMCA mají řadu kritiků a existuje významný tlak na další reformy v této oblasti. Kritika této úpravě nejčastěji vytýká, že je protikonkurenční a co se technické kontroly týče i neúčinný. Někteří kritici tvrdí, že technická omezení pouze obtěžují legální uživatele programů, ale nedokážou zabránit jejich nelegálnímu využití. Na DMCA a její evropskou obdobu EUCD se odvolávají výrobci jako John Deere ve sporu o to, zda si farmáři mohou sami opravovat zakoupené stroje.

## Rozdělení zákona

### Title I (část I)
Část (respektive samostatný zákon) I. se nazývá WIPO Copyright and Performances and Phonograms Treaties Implementation Act a zabývá se ochranou autorských práv a obcházením ochran sloužících k zabránění porušování autorských práv. Obdobná idea je vyjádřena i v českém autorském zákoně 121/2000 Sb. paragrafy 44 a 45.

### Title II (část II)
Část druhá se nazývá Online Copyright Infringement Liability Limitation Act, ale je známější pod zkratkou (OCILLA). Tato část řeší odpovědnost poskytovatelů služeb především na Internetu ve vztahu k autorskému právu. Tímto zákonem byl do Copyright Act vsunut paragraf 512, který omezuje odpovědnost těchto subjektů. To jim umožňuje nabízet tyto služby s rozumným rizikem. Samotný paragraf 512 není paragrafem v běžném chápání tohoto významu, ale je svým rozsahem prakticky samostatným zákonem. Problematika, kterou se zabývá je poměrně široká a je zde rozvedena na deseti stranách textu. Idea tohoto zákona je jiná než idea běžná v evropském právu, přesto se zákonu podařilo nastavit podmínky pro zejména pro poskytovatele volného prostoru způsobem, který toto podnikání rozvíjí a zároveň mu stanovuje relativně rozumné hranice.
Poskytovatelé služeb, tak při splnění jistých podmínek (především licenčních) se dostávají do „safe harbour“ tj. bezpečného přístavu, kde pro něj platí „omezená odpovědnost“, kdy nezodpovídají za obsah míst, které pronajali třetí straně. Základní ideou tak je, že nikdo není zodpovědný za to co přesahuje jeho možnosti kontroly.
Tento přístup má řadu výhod a v USA se ho daří uplatňovat, jeho základní výhodou je, že prakticky všichni jsou součástí řetězce, který nemá zájem na porušování autorských práv. Další výhodou je rychlá možnost nápravy v případě porušení, kterou umožňuje licenční politika. Nevýhodou je jistá komplikovanost zákona a z pojetí tohoto i jisté nároky na čestné jednání.

### Title III (část III)
Část třetí se nazývá Computer Maintenance Competition Assurance Act a upravuje pravidla tak, aby při opravách PC a jiných zařízeních bylo možno vytvářet různé dočasné kopie, které jsou vyžadovány povahou opravy.

### Title IV (část IV)
Část čtvrtá se nazývá Miscellaneous Provisions a obsahuje následující výjimky a úpravy:
- Rádia, televizní stanice a online webové vysílání mohou mít pomíjivé kopie nahrávek
- Neziskové knihovny a archivy mohou mít záložní kopii děl
- Úprava situace hromadného vyjednávání autorů v případě, že produkční není schopen platit komise

### Title V (část V)
Se nazývá Vessel Hull Design Protection Act a zabývá se ochranou designů trupů a palub lodí kratších než 200 stop, tato problematika bývá v Evropě řešena zvláštním zákonem, který není v přímě souvislosti s autorským právem. V ČR se pro řešení této problematiky používá označení průmyslové vzory.

## Výjimky
Tento zákon umožňuje tvorbu výjimek, které jsou každé tři roky revidovány, tyto výjimky osvobozují některé skupiny, pro jisté účely od zákazu obcházet autorsko-právní ochrany. Tyto výjimky jsou udělovány v případě, že by ochranná technologie měla nepříznivý dopad na nějakou skupinu lidí. Jedná se zpravidla o vzdělávací či archivační účely.
Výjimky byly kongresem uděleny poprvé v roce 2000, revidovány byly roku 2003, aktuálně platné výjimky pochází z listopadu 2006.